# قطعنامه ۶۶۰ شورای امنیت
قطعنامه ۶۶۰ شورای امنیت سازمان ملل متحد که در تاریخ ۰۲ اوت ۱۹۹۰ (۱۱ مرداد ۱۳۶۹) تصویب شد، سندی بین‌المللی دربارهٔ عراق-کویت است. این قطعنامه طی نشست ۲۹۳۲ام با ۱۴ رای موافق، ۰ مخالف و ۱ ممتنع تصویب شد.